# Eois catana
Eois catana là một loài bướm đêm trong họ Geometridae.